# Festival evropskega in mediteranskega filma
Mednarodni Festival evropskega in mediteranskega filma (krajše FEMF) je posvečen pokojnemu direktorju fotografije Vilku Filaču. FEMF, ki je bil prvič izveden leta 2010 v Kopru, podeljuje festivalske nagrade in nagrade tričlanske mednarodne žirije. Žirija vsako leto podeli nagrado Grand Prix za najboljši film tekmovalnega programa, nagrado Vilko Filač za najboljšega direktorja fotografije ter nagrado za najboljšega režiserja. Po prvih dveh letih se je festival preselil v Piran, kjer domuje še danes. Festival je institucionalno neodvisen, pripravlja pa ga zavod Festival evropskega in mediteranskega filma (krajše FEMF). Namen festivala je približati kakovosten evropski film slovenskemu gledalcu, še posebej občinstvu s Primorske. Program festivala zato sestavljajo sveže uspešnice z največjih svetovnih filmskih festivalov, kot so Berlin, Cannes, Benetke, Toronto, Karlovy Vary in Sarajevo.

## 1. FEMF 2010
Leta 2010 je Festival evropskega in mediteranskega filma gostoval v Kopru. V glavnem (tekmovalnem) programu je bilo osem novih filmskih produkcij, filme pa je ocenjevala mednarodna žirija v sestavi - Pavel Jech (profesor na FAMU), Brendan Walsh (scenarist profesor scenaristike v ZDA), Alenka Kraigher (igralka) in Anamaria Percavassi (direktorica festivala Alpe Adria Cinema v Trstu). Najboljši film festivala (nagrada Grand Prix) je postal film Metastaze režiserja Branka Schmidta. Nagrada za fotografijo, posvečeno Vilku Filaču (the Vilko Filač best cinematography award), je šla v roke direktorju fotografije Slobodanu Trniniću, za film Besa. Nagrada občinstva in posebna pohvala žirije pa filmu Malčki (»Babies««) režiserja Thomasa Balmesa.

## 2. FEMF 2011
Druga izvedba Festivala je v tekmovalnem programu predstavila 10 produkcij, vezanih na morje. Filme je ocenjevala mednarodna festivalska žirija, ki so jo sestavljali: filmski ustvarjalec iz ZDA Maxwell Hoffman (sin slovitega hollywoodskega igralca Dustina Hoffmana), srbska filmska publicistka Dubravka Lakić ter legendarni slovenski filmski, televizijski in gledališki igralec Demeter Bitenc. V žarišču je bil fokus na turški film, ki je obsega šest filmov. Gre za Usodo režiserja Zeki Demirkubuze in film Nedolžnost istega režiserja. Tu je še film Jesen režiserja Özcan Alperja, film Črna in bela režiserja Ahmeta Boyacioglua, film z naslovom Mednaroden Sirri Sureyyana Onder in Muharrema Gulmeza ter film z naslovom Pandorina skrinjica avtorja Yesim Ustaoglua. Poleg tega so bili v tekmovalnem programu še vojna drama Sovražnik režiserja Dejana Zečevića, generacijska satira Punk ni mrtev Vladimirja Blaževskiga, socialna drama Sneg na Kilimandžaru Roberta Guediguiana, komedija 72 dni Danila Šerbedžije, celovečerni dokumentarni film WikiRebels (Wikiuporniki) avtorjev Jesper Huor in Bosse Lindquist, Moje veselje režiserja Sergeia Loznitse, drama Če seme ne umre Siniše Dragina in komedija Sol življenja Giannija Di Gregoria. Na festivalu so v spomin na direktorja fotografije Vilka Filača predvajali tudi film (A)Torzija. Film, ki je bil tudi slovenski nominiranec za nagrado oskar. 
Najprestižnejša nagrada festivala zlati rog za najboljši film je šla v roke Dejana Zečevića za film Sovražnik (Neprijatelj). Podelil mu jo je Bitenc z besedami, da gre za "zanimivo zgodbo, močno fotografijo, impresivnima scenografijo in igro ter zelo spretno režijo". Nagrado Vilka Filača za najboljšo fotografijo v filmu so prisodili Olegu Mutu za film Moje veselje (Schastye moe), posebno omembo žirije FEMF pa si je prislužil film Wikiuporniki: Dokumentarec (Wikirebels: The Documentary). Medtem pa je žirija Fedeora v sestavi Dubravke Lakič, Tončija Valentića in Gabriela Barrere določila nagrado za najboljši film filmu Punk ni mrtev (Pankot ne e mrtov). Zmagovalec občinstva je postal film Mila Turajlića z naslovom Komunistični film (Cinema Komunisto).

## 3. FEMF 2012
S projekcijo filma Martina Turka Nahrani me z besedami se je Festival prvič predstavil v Piranu - v Gledališču Tartini. Tretja izdaja Festivala evropskega in mediteranskega filma je potekala od 29.11. – 2.12.2012. Filme je ocenjevala tričlanska mednarodna žirija v zasedbi Maja Bogojević (Črna Gora), Matic Majcen (Slovenija) in Goran Ivanišević (Hrvaška). V tekmovalnem programu je bilo prikazanih 10 filmov. Na tretjem FEMF-u je slavil film Razglasitev vojne (La guerre est déclarée) režiserke Valérie Donzelli, ki je dobila tudi nagrado za najboljšo režiserko. Nagrado Vilka Filača za najboljšega direktorja fotografije je žirija podelila Erolu Zubčeviću za film Otroci Sarajeva (Djeca) režiserke Aide Begić.

## 4. FEMF 2013
4. festival evropskega in mediteranskega filma je potekal v Gledališču Tartini, Piran od 3. do 6. oktobra 2013. Program festivala je bil sestavljen iz sklopov - Glavni tekmovalni program, Fokus na sodobni švedski film, otroški filmi ter delavnice za otroke in mlade, Posebne projekcije (novi slovenski filmi in koprodukcija), vzporedni program: okrogla miza o nasilju v politiki ter predavanje in razgovor na temo kršenja človekove pravic in etničnega čiščenja (v sodelovanju z Amnesty International). V tekomovalnem programo je bilo 11 filmov, skupaj pa že 22.
Po izboru mednarodne žirije 4. FEMF-a v sestavi Lenka Kny, Zlatko Vidacković in Valentin Perko, je nagrado za najboljši film prejela filmska drama Ulica v Palermu (Via Castellana Bandiera) italijanske režiserke Emme Dante. Nagrado za najboljšega režiserja tekmovalnega programa si je prislužil Michele Placido za film Ostrostrelec (Le Guetteur). Nagrado Vilko Filač za najboljšega direktorja fotografije pa je prejel Milan Spasić za kamero v filmu Ko se zdani (Kad svane dan). Nagrada za poseben dosežek na področju filmske dokumentaristike je šla v roke avtorski ekipi filma Jan Plestenjak: Priznam, režiserja Bojana Dovrtela. Nagrado za avtorski prispevek k razvoju evropske kinematografije je dobil Goran Paskaljević, režiser filma Ko se zdani. Na večerni slovesnosti mu jo je podelil hrvaški igralec Filip Juričić, znan po glavni vlogi v filmu Larina izbira.

## 5. FEMF 2014
5. Festival evropskega in mediteranskega filma je potekala pod pokroviteljstvom župana Pirana, g. Bossmana. Slovesnost je vodila Miša Molk, za glasbeni nastop pa je poskrbel Rudi Bučar (zmagovalec festivala Melodije morja in sonca). V uradnem tekmovalnem programu so bili presežki evropske kinematografije, pa tudi že nekaj mediteranskih biserov z bližnjega vzhoda. Novim delom uveljavljenih avtorskih imen kot so Assayas, Pawlikowski, Loach, van Warmerdam, Archibugi, Coninx, Mundruczo, Mitta, Fontaine so se pridružili štirje izbrani prvenci evropskega programa Eye On Films - Samo v New Yorku, Bogomolka, Kavboji in Barbari. Država v Fokusu je bila Italija, pojem mediteranske kinematografije, ki se je zadnja leta zopet vračala h kakovosti, ki jo poznamo iz časov slave velikih imen italijanskega filma. Te čase je prepričljivo obudil Paolo Sorrentino s filmom Neskončna lepota (veličastnim prispevkom k zgodovini evropskega filma). Sledijo so še filmi Marina, Človeški kapital, Preproste besede in Čudesa.
Po izboru tričlanske žirije FEMF, ki so jo sestavljali Aleksandra Balmazović, Pavo Marinković in Simon Tanšek, je šla najprestižnejša nagrada festivala za najboljši film v roke palestinski drami Omar režiserja Hanyja Abu-Assada. Nagrado za najboljšega režiserja tekmovalnega programa si je prislužil Kornel Mundruczo za film Beli bog. Nagrada Vilko Filač za najboljšega direktorja fotografije bo šla v roke Lukaszu Zalu in Ryszardu Lenczewskemu za kamero v filmu Ida režiserja Pawela Pawlikowskega. V kategoriji Prvencev so se za nagrado potegovali štirje filmi iz sekcije - Samo v New Yorku (Izrael/Francija), Bogomolka (Francija), Barbari (Srbija) in Kavboji (Hrvaška). Nagrado je prejel režiser filma Kavboji Tomislav Mršić, ki je prepričal z izborom in usmerjanjem glavnih igralcev, učinkovito priredbo gledališke igre v filmski medij, ter uspešno dramaturgijo poteka filmskega dogajanja. Nagrado za ustvarjalni prispevek k razvoju filma in še posebej evropske kinematografije je prejel vsestranski filmski in gledališki ustvarjalec, igralec, pevec in tudi režiser, Rade Šerbedžija. Kot igralca smo Šerbedžijo lahko občudovali v številnih filmih, na 2. FEMF-u pa je bil predvajan duhoviti film njegovega sina Danila Šerbedžije (72 dni), v katerem je blestel v vlogi družinskega patriarha.

## 6. FEMF 2015
Otvoritev 6. Festivala je bila 6.10.2015 pod pokroviteljstvom župana g. Bossmana. Otvoritveni film je bil črna komedija Šiška Deluxe režiserja Jana Cvitkoviča. Festival se je močno razširil, kar dokazuje kar 6. programskih sekcij. V tekmovalnem programu je bilo prikazanih 14 filmov, sledile so še sekcije: Prvenci (3 filmi), Avtorice (5), Francija v žarišču (4), uradni del (6) in kulturno vzgojni program (4). Skupaj 31 filmov. Novim delom uveljavljenih avtorskih imen so se pridružili trije izbrani prvenci evropskega programa Eye On Films: Panama, Ti mene nosiš in Naše vsakdanje življenje. Država v Fokusu je bila Francija, pojem mediteranske kinematografije. Tričlansko žirijo so predstavljali Neva Mužič (filmska kritičarka in prevajalka), Radovan Čok (direktor fotografije) in Ubald Trnkoczy (filmski in TV režiser). Na projekcijah so se pridružili številni filmski gosti. Največ filmarjev pa se je zbralo na strokovnem srečanju, ko je potekala predstavitev Evropskega združenja žensk filmark- EWA. Zaključna projekcija je bil film Vse bo še dobro legendarnega režiserja in povratnika Wima Wendersa.
Nagrado za najboljši film je dobil film Dobrodušni velikan režiserja Dagurja Karija. Najboljši režiser je postal Rus Aleksej German mlajši s filmom Pod električnimi oblaki, nagrado Vilka Filača za najboljšega direktorja fotografije je šla v roke Norvežanu Sturli Brandth Grovlenu za film Viktoria, nagrado za najboljši prvenec pa je prejel film Naše vsakdanje življenje sarajevske režiserke Ines Tanović. Nagrado za ustvarjalni prispevek na področju svetovne kinematografije je prejel srbski igralec Slavko Štimac, ki je bil tudi častni gost festivala.

## 7. FEMF 2016
Sedmi Festival je potekal v Piranu (Gledališče Tartini in MediaDom Pyrhani) od 4.-8. oktobra 2016. Tričlanska mednarodna žirija v sestavi igralka Labina Mitevska (Makedonija), direktor fotografije in filmski režiser Jure Pervanje (Slovenija) ter predstavnica Euroimage Petra Kashmiry (Nemčija). Na Festivalu je bilo prikazanih 34 filmov v 6 sekcijah - Tekmovalni program, Masters, Dokumentarni program, Novi italijanski film, Nemčija v žarišču ter kulturno vzgojni program. Nagrado za igralski prispevek k slovenskemu filmu je prejela Milena Zupančič, ki je bila tudi častna gostja festivala. Nagrado za avtorski prispevek k evropskemu filmu pa je na otvoritvi prejel Danis Tanović, prav tako častni gost festival. Žirija je nagrado za najboljši prvenec podelila filmu Album režiserja Mehmeta Can Mertogluja. Nagrado Vilka Filača za najboljšega direktorja fotografije je prejel Miloš Srdič za slovenski film Pojdi z mano, najboljši film festivala pa je film Blaznost režiserja Emina Alperja.

## 8. FEMF 2017
V Piranu se je zaključil 8. Festival FEMF, ki je vse od torka gostil goste filmske industrije, kot so Goran Bogdan, igralec iz priznane televizijske serije Fargo, Mirsad Purivatra, dolgoletni direktor Sarajevskega filmskega festivala, Igor Mirkovič, direktor motovunskega filmskega festivala, Csaba Bollók, scenarist in režiser, ki je predstavljal madžarsko na izboru za oskarje pa tudi številni uveljavljeni slovenski režiserji, Jan Cvitkovič, Marko Naberšnik, Matjaž Ivanišin, ter igralci kot so Boris Cavazza, ki je na festivalu prejel nagrado za igralski prispevek k slovenskemu filmu, Irena Kovačević, ki je v Montrealu prejela nagrado za najboljšo igralko. Festival je v petih dneh obiskovalcem na ogled ponudil 33 filmov iz 22 različnih držav. Letos je bila izpostavljena filmska produkcija Velike Britanije, poudarek pa je bil na glasbenih filmih. Na festivalu so direktorju Sarajevskega filmskega festivala, Mirsadu Purivatri, podelili nagrado za avtorski prispevek k evropskemu filmu, Boris Cavazza je na zaključni prireditvi prejel nagrado za igralski prispevek k slovenskemu filmu, nagrado za najboljši film je prejel film Slava v režiji Kristine Grozeve in Petra Valchanova, nagrado Vilka Filača za najboljšo fotografijo pa je prejel film Zadnji ledeni lovci, žal že pokojnega Jureta Breceljnika. Zaključno slovesnost s podelitvijo nagrad, pod pokroviteljstvom podžupanje Meire Hot in častnim gostom večera, filmskim igralcem Borisom Cavazzo, je vodila Lara Pirc. Za glasbeno spremljavo sta poskrbeli Nastja in Nives, gostje pa so se po projekciji zaključnega filma festivala Apriline hčerke v režiji Michela Franca, ki je prejel nagrado na filmskem festivalu v Cannesu, zabavali ob glasbi InMotion banda. Festival vsako leto privabi večje število obiskovalcev in vedno večja imena filmske industrije ter predstavlja jesensko kulturno popestritev mesta Piran.

## 9. FEMF 2018
V soboto, 6. oktobra, ob 20. uri je v Gledališču Tartini v Piranu potekala zaključna slovesnost. Festival je v štirih dneh obiskovalcem na ogled ponudil 23 filmov iz kar 24 različnih držav. Letos je bila izpostavljena filmska produkcija Francije, poudarek pa je bil na glasbenih filmih. V okviru festivala so letošnje leto med drugim gostili tudi priznanega islandskega režiserja in producenta, Friderika Thora Fridrikssona, katerega film “Children of Nature” je bil nominiran za oskarja za najboljši tujejezični film, v okviru 9. FEMF-a pa je prejel nagrado za avtorski prispevek k evropskemu filmu.
Nagrado za najboljši film je prejela romantična drama Hladna vojna v režiji Pawla Pawlikowskega, nagrado Vilka Filača za najboljšo fotografijo pa je prejel Thomas W. Kiennast (film 3 dnevi z Romy Schneider). Festival se je letošnje leto odvijal kar na treh lokacijah, v Gledališču Tartini, Mediadomu Pyrhani in Avditoriju Portorož, v četrtek pa je gostil srečanje in predstavitev združenj Folkets bio (Švedska) in Art kino mreže Slovenije, ki se ga je udeležilo več kot 30 članov.
UTEMELJITEV ŽIRIJE
Nagrada za najboljši film festivala: Hladna vojna, režiser Pawel Pawlikowski
"Film Hladna vojna je poklon osebni preteklosti in hkrati težkim političnim razmeram režiserjeve domovine. V hladni vojni vročih src glasba odigra ključno vlogo. Črno-bela tehnika nakazuje umetniško zvrst, v katero se je Pawlikowski spustil že s predhodnim izvrstnim filmom Ida, in ga pravzaprav prav ta tehnika skupaj z vrhunsko fotografijo naredi brezčasnega."
Nagrada za najboljšo fotografijo: Thomas W. Kiennast, film 3 dnevi z Romy Schneider
"Svetovno znane črno-bele fotografije Roberta Lebecka, ki jih je posnel v tri dnevnem druženju z Romy v Quiberonu, se zdaj zdi kot bi na filmu oživele glavno protagonistko. Direktor fotografije Thomas W. Kiennast v črno-beli tehniki subtilno obarva kontradiktorno naravo in razburkano notranje doživljanje Romy Schneider. S sivino, ki se kot meglica vleče skozi celoten film, pa gledalca posede v njeno hotelsko sobo in zasidra v bolečo dušo."

## 10. FEMF 2020
Jubilejni, 10. filmski festival FEMF Arhivirano 2021-05-19 na Wayback Machine. naj bi sprva potekal v Piranu od 27-30 novembra 2019. Zaradi poplav v bil Festival prestavljen na 29.1.-1.2.2020. V štirih dneh je obiskovalcem brezplačno ponudil na ogled 25 filmov iz kar 30 različnih držav. V okviru festivala so med drugim gostili tudi priznanega srbskega umetnika, igralca, scenarista in režiserja Dragana Bjelogrlića, ki je prejel nagrado za avtorski prispevek k evropskemu filmu. 
10. Festival evropskega in mediteranskega filma je podelili 3 nagrade.
Nagrado za najboljši film je prejela zgodovinska drama triler Obtožujem! v režiji Romana Polanskega, nagrado Vilka Filača za najboljšo fotografijo pa je prejel direktor fotografije Martin Gschlacht za film Mali Joe. Nagrado Art kino mreže Slovenije za najboljši film je prejel film Razbijalka sistema v režiji Nore Fingscheidt.
UTEMELJITEV ŽIRIJE
Nagrada za najboljši film: Obtožujem! Arhivirano 2020-02-03 na Wayback Machine., režiser Roman Polanski
Nagrada za najboljši film pripada delu Romana Polanskega z naslovom "Obtožujem!", ki z vseh vidikov filmskega ustvarjanja zadošča vrhunski produkciji. Režiser s filmom vnovič potrdi svoje mojstrstvo, ki ga tokrat postavi v okolje enega najpomembnejših poglavij sodobne zgodovine, pri tem pa ostaja zvest avtorski identiteti.
Nagrada Vilka Filača za najboljšo fotografijo: Martin Gschlacht, za film MALI JOE Arhivirano 2020-02-03 na Wayback Machine.
Nagrada Vilka Filača za najboljšega direktorja fotografije pripada Martinu Gschlachtu za film "Mali Joe". V filmu je fotografija ključni del zgodbe, s katero uspe direktor fotografije podkrepiti nenaravnost in izumetničenost laboratorijskega okolja. Inovativna uporaba barv je edinstvena in daje filmu posebno vizualno avtentičnost.
Nagrado Art kino mreže Slovenije za najboljši film: Razbijalka sistema Arhivirano 2020-02-03 na Wayback Machine., režiserka Nora Fingscheidt
Inovativen in neposreden film, nekonvencionalen pripovedni tok, odlična kamera in skoraj dokumentarna režija, so v funkciji zgodbe, ki se ne postavlja na nikogaršnjo stran. Pomemben, čustveno izčrpljujoč film izpostavlja problematiko starševstva, otrok in sistema, ki zanje nima ustrezne rešitve. Prepotreben testament drugačnosti, ki nas opozarja, da življenje ni enosmerno, kot niso enosmerni ljudje, ki potrebujejo empatijo in objem. Nagrado AKMS dobi film Razbijalka sistema.

## Najboljši film (Grand Prix)
| Leto Year | Najboljši film Best Film             | Država Country      | Režiser Director   |
| --------- | ------------------------------------ | ------------------- | ------------------ |
| 2010      | METASTAZE Metastases                 | Hrvaška Croatia     | Branko Schmidt     |
| 2011      | SOVRAŽNIK The Enemy                  | Srbija Serbia       | Dejan Zečević      |
| 2012      | RAZGLASITEV VOJNE Declaration of War | Francija France     | Valérie Donzelli   |
| 2013      | ULICA V PALERMU A Street in Palermo  | Italija Italy       | Emma Dante         |
| 2014      | OMAR Omar                            | Palestina Palestine | Hany Abu-Assad     |
| 2015      | DOBRODUŠNI VELIKAN Virgin Mountain   | Islandija Iceland   | Dagur Kari         |
| 2016      | BLAZNOST Frenzy                      | Turčija Turkey      | Emin Alper         |
| 2017      | SLAVA Glory                          | Bolgarija Bulgaria  | Grozeva, Valchanov |
| 2018      | HLADNA VOJNA Cold War                | Poljska Poland      | Pawel Pawlikowski  |
| 2020      | OBTOŽUJEM! J'accuse!                 | Francija France     | Roman Polanski     |

## Nagrada Vilko Filač (Best Photography Award)
| Leto Year | Direktor fotografije DOP       | Država Country        | Film                                        |
| --------- | ------------------------------ | --------------------- | ------------------------------------------- |
| 2010      | SLOBODAN TRNINIĆ               | Hrvaška Croatia       | Besa Besa                                   |
| 2011      | OLEG MUTU                      | Romunija Romania      | Moje veselje My Joy                         |
| 2012      | EROL ZUBČEVIĆ                  | Bosna in Hercegovina  | Otroci Sarajeva Children of Sarajevo        |
| 2013      | MILAN SPASIĆ                   | Srbija Serbia         | Ko se zdani When Day Breaks                 |
| 2014      | LUKASZ ZAL, RYSZARD LENCZEWSKI | Poljska Poland        | Ida Ida                                     |
| 2015      | STURLA BRANDTH GRØVLEN         | Norveška Norway       | Victoria Victoria                           |
| 2016      | MILOŠ SRDIĆ                    | Slovenija Slovenia    | Pojdi z mano Come Along                     |
| 2017      | ROŽLE BREGAR                   | Slovenija Slovenia    | Zadnji ledeni lovci The Last Ice Hunters    |
| 2018      | THOMAS W. KIENNAST             | Avstrija Austria      | 3 dnevi z Romy Schneider 3 Days in Quiberon |
| 2020      | MARTIN GSCHLACHT               | VB, Avstrija, Nemčija | Mali Joe Little Joe                         |